# Tiamastus tortuosus
Tiamastus tortuosus är en loppart som beskrevs av Beaucournu et Castro 2003. Tiamastus tortuosus ingår i släktet Tiamastus och familjen Rhopalopsyllidae. Inga underarter finns listade i Catalogue of Life.